# کابوس در خیابان الم ۳: جنگجویان رؤیا
کابوس در خیابان الم ۳: جنگجویان رؤیا (به انگلیسی: A Nightmare on Elm Street 3: Dream Warriors) یک فیلم فانتزی اسلشر آمریکایی محصول سال ۱۹۸۷ به کارگردانی چاک راسل در نخستین تجربهٔ کارگردانی بلندش است. داستان فیلم توسط وس کریون و بروس واگنر طراحی شده‌است و سومین قسمت از مجموعهٔ کابوس در خیابان اِلم به‌شمار می‌رود. بازیگران اصلی فیلم عبارت‌اند از: هتر لنگنکمپ، پاتریشیا آرکت، لری فیشبرن، پریسیلا پویینتر، کریگ واسون و رابرت انگلوند در نقش فردی کروگر.
نانسی تامپسون (لنگنکمپ) که اکنون روان‌پزشک شده، با کریستن پارکر (آرکت)، بیمار نوجوانی که توانایی وارد کردن دیگران به رؤیاهایش را دارد، همکاری می‌کند تا همراه دیگر نوجوانان، عملیاتی جسورانه را در دنیای رؤیا انجام دهند و کودکی را از چنگ فردی کروگر نجات دهند.
جنگجویان رؤیا در تاریخ ۲۷ فوریهٔ ۱۹۸۷ در سینماها اکران شد و با بودجه‌ای بیش از ۴ میلیون دلار، در گیشهٔ داخلی آمریکا ۴۴٫۸ میلیون دلار فروش کرد. این فیلم بیشتر نقدهای مثبت دریافت کرد و به‌عنوان یکی از بهترین فیلم‌های مجموعهٔ «کابوس در خیابان اِلم» شناخته می‌شود.
این فیلم پس از کابوس در خیابان الم ۲: انتقام فردی (۱۹۸۵) ساخته شد و دنبالهٔ آن، کابوس در خیابان الم ۴: ارباب رؤیاها (۱۹۸۸) بود.

## داستان
یک سال پس از رخدادهای فیلم کابوس در خیابان الم ۲: انتقام فردی، نوجوانی به نام کریستن پارکر در رؤیاهایش توسط فردی کروگر مورد حمله قرار می‌گیرد. او در بیداری، به‌گونه‌ای ظاهر می‌شود که گویی مچ دست خود را بریده‌است.
مادرش، ایلین، با این باور که کریستن دست به خودکشی زده، او را به بیمارستان روان‌پزشکی وستین هیلز می‌فرستد. در آن‌جا کریستن تحت مراقبت دکتر نیل گوردون قرار می‌گیرد. او با کارکنان بیمارستان درگیر می‌شود چون از خواب رفتن می‌ترسد. اما کارآموز جدید بیمارستان، نانسی تامپسون، با خواندن شعر کودکانه‌ای درباره فردی، کریستن را آرام می‌کند و نشان می‌دهد که تنها نیست.
نانسی با دیگر بیماران دکتر گوردون آشنا می‌شود: فیلیپ اندرسن (راه‌رو خواب‌گرد)، رولند کینکید (نوجوانی سرسخت)، جنیفر کالیفیلد (بازیگر تلویزیونی آینده‌دار)، ویل استنتون (نوجوانی که از صندلی چرخ‌دار استفاده می‌کند)، تارین وایت (دختر معتاد در حال بهبودی) و جویی کروسل (کم‌سن‌ترین بیمار که به‌شدت دچار تروما شده و حرف نمی‌زند). شبی، فردی در خواب به کریستن حمله می‌کند؛ کریستن ناآگاهانه نانسی را وارد خوابش می‌کند و با کمک او می‌گریزد.
کریستن توضیح می‌دهد که از کودکی می‌توانسته دیگران را به رؤیاهایش وارد کند. در دو شب بعد، فردی فیلیپ و جنیفر را می‌کشد. نانسی به دیگر بیماران می‌گوید که آن‌ها «آخرین بازماندگان خیابان الم» هستند، فرزندان کسانی که سال‌ها پیش کروگر را سوزاندند. آن‌ها تصمیم می‌گیرند با استفاده از هیپنوتیزم گروهی، وارد رؤیای مشترک شوند و توانایی‌های خود را در خواب کشف کنند. در رؤیا، فردی جویی را به دام می‌اندازد و او را در دنیای واقعی به حالت کما می‌برد.
رئیس بیمارستان خشمگین می‌شود و نانسی و نیل را اخراج می‌کند. راهبه‌ای به نام خواهر مری هلنا به نیل می‌گوید که فردی حاصل تجاوزهای مکرر به مادرش آماندا کروگر است، زنی جوان از کارکنان وستین هیلز که در تعطیلات در اتاقی با صدها بیمار روانی گرفتار شد. تنها راه نابودی فردی، دفن کردن استخوان‌هایش به‌طور رسمی است.
نانسی و نیل از پدر نانسی، مأمور دان تامپسون، می‌خواهند مکان استخوان‌ها را نشان دهد. نانسی پس از آنکه می‌فهمد کریستن را آرام‌بخش زده‌اند، به بیمارستان بازمی‌گردد. نیل به‌همراه دان برای یافتن استخوان‌ها می‌روند. نانسی و بیماران بار دیگر وارد هیپنوتیزم گروهی می‌شوند تا با کریستن ملاقات کنند. تارین و ویل در خواب کشته می‌شوند، اما کریستن، نانسی و کینکید موفق می‌شوند جویی را نجات دهند. وقتی فردی متوجه می‌شود که استخوان‌هایش پیدا شده‌اند، دان را می‌کشد و نیل را بی‌هوش می‌کند. شبح دان به نانسی ظاهر می‌شود، اما معلوم می‌شود که خود فردی است و او نانسی را با دستکشش می‌کشد. فردی به‌سوی کریستن می‌رود، اما نانسی با دستکش خودش به او ضربه می‌زند. در همین حال، نیل استخوان‌های فردی را تطهیر می‌کند و باعث مرگ او می‌شود. نانسی در آغوش کریستن جان می‌سپارد.
چند روز بعد، نیل، کریستن، کینکید و جویی در مراسم خاک‌سپاری نانسی و دان شرکت می‌کنند. در مراسم، نیل متوجه می‌شود که خواهر مری هلنا، همان آماندا کروگر بوده‌است. شب هنگام، نیل با عروسک مالایی‌ای که نانسی به او داده و خانهٔ کاغذی کریستن در کنارش به خواب می‌رود. ناگهان چراغ‌های خانه روشن می‌شوند و نشان می‌دهند که فردی هنوز نابود نشده‌است.

## بازیگران
- هدر لنگن‌کمپ
- لارنس فیشبرن
- کریگ واسون
- پاتریشا آرکت
- رابرت انگلوند
- جنیفر رابین
- بردلی گرگ
- جان ساکسون
- پریسیلا پوینتر
- ژاژا گابور
- رادنی ایستمن
- نان مارتین
- دیک کَـویت